# 2355 Nei Monggol
2355 Nei Monggol è un asteroide della fascia principale. Scoperto nel 1978, presenta un'orbita caratterizzata da un semiasse maggiore pari a 3,0204091 UA e da un'eccentricità di 0,1157282, inclinata di 10,00162° rispetto all'eclittica.
Dal 1º giugno al 1º agosto 1981, quando 2434 Bateson ricevette la denominazione ufficiale, è stato l'asteroide denominato con il più alto numero ordinale. Prima della sua denominazione, il primato era di 2343 Siding Spring.
L'asteroide è dedicato alla regione della Mongolia Interna tramite la romanizzazione del suo nome in cinese.